# Astrio
Astrio (inicialment Asstrio) és un grup de música barceloní de funk, nujazz i rock, format per Arecio Smith (Teclats), Santi Careta (guitarra) i Santi Serratosa (bateria). Tenen cinc discos d'estudi, publicats entre 2005 i 2016.
El grup va néixer l'any 2002, amb la intenció de donar continuïtat al format "organ trio", molt popular en el soul-jazz dels anys 60, però des d'una òptica moderna. El primer disc del grup, As soon as possible, publicat el 2005 amb el segell Errabal, era d'estil jazz-funk. El següent disc, anomenat Desplazamiento, publicat el 2007, suposà un canvi d'estil (i de discogràfica: K-industria cultural), i s'acostava més cap a l'experimentació i l'electrònica.
L'any 2008 van guanyar el premi a millor grup de jazz de la revista Jaç-Enderrock. Juntament amb el grup de rap català At Versaris, entre la primavera de 2010 i l'estiu de 2011, van fer una gira, de més de 40 concerts, anomenada At Versaris i Asstrio, per principis elegants, de la qual es va enregistrar un CD i un DVD, amb el segell Propaganda pel fet!. Per al quart disc, Don't leave the planet, van canviar el seu nom original Asstrio ("trio de culs", en anglès, que és una modificació còmica de trio d'asos) per Astrio, a causa de la mala percepció que generava el nom a l'estranger. Aquest disc, publicat amb el segell Chesapik, va seguir aprofundint en el camí iniciat vers l'electrònica. El 2016 van publicar el seu cinquè treball, Made in China, també amb Chesapik. Aquest treball, tot i continuar amb sonoritat electrònica dels últims àlbums, fa ús d'un registre sonor més proper al rock psicolèdlic, amb influències de The Doors.
El seu particular estil de música, que barreja jazz, funk, rock i música electrònica els ha permès tocar a festivals tan diferents com el Sónar, Senglar Rock, Jazz Terrassa o Cruilla de Cultures. També destaquen per una posada en escena còmica i despreocupada.

## Discografia
- As soon as possible (2005)
- Desplazamiento (2007)
- Per principis elegants (2011)
- Don't leave the planet (2012)
- Made in China (2016)